# Arena da Amazônia
L'Arena da Amazônia è uno stadio di calcio che sorge nella città di Manaus, in Brasile. Lo stadio si trova dove un tempo si ergeva l'Estádio Vivaldo Lima, demolito proprio per fare posto alla nuova costruzione.
L'architetto del progetto è Ralf Amann. Il nuovo stadio ha una capacità di 42 374 persone e viene utilizzato durante le partite della Coppa del mondo di calcio del 2014. Dopo la rassegna iridata è diventato invece il terreno di gioco del Nacional, una modesta formazione di quarta serie.
Lo stadio è stato ufficialmente inaugurato il 9 marzo 2014, con la partita tra le squadre Nacional e Remo. La partita, valida per la Copa Verde 2014, è terminata 2-2 e il primo gol è stato segnato da Max, giocatore del Remo.

## Il progetto
L'architettura dell'arena è ispirata alla foresta amazzonica che circonda la città di Manaus ed è costruita nello stile di una cesta indigena; nella regione vivono infatti diverse tribù, tra cui alcune incontattate. L'arena sorge in posizione strategica tra l'aeroporto e il centro storico della capitale di Amazonas, costruita secondo i più moderni criteri di sostenibilità.
Secondo il progetto l'Arena da Amazônia ha una capacità di 42 374 persone, ha ascensori, 400 posti auto sotterranei, è accessibile per le persone disabili, possiede ristoranti, un sistema di raccolta dell'acqua piovana, una stazione di trattamento delle acque reflue e una ventilazione naturale per ridurre il consumo di energia.
Strategicamente situata sul viale principale della città nel luogo precedentemente occupato dallo Estádio Vivaldo Lima, l'Arena da Amazônia sorge accanto al sambodromo di Manaus, il nuovo Centro Congressi e l'Arena Poliesportiva Amadeu Teixeira. La zona è vicina ad alberghi, ospedali, banche, centri commerciali, supermercati e ristoranti, ad una distanza di circa 6 km dal centro storico della città.

### Sostenibilità
Con l'obiettivo di rendere l'Arena da Amazônia il primo edificio dell'Amazzonia a raggiungere la certificazione LEED (acronimo inglese di Leadership in Energy and Environmental Design), la certificazione assegnato dal Green Building Council per gli edifici verdi, si è cercato di soddisfare i requisiti ambientali riguardo alla demolizione del vecchio Estádio Vivaldo Lima, per esempio riutilizzando il 95% dei materiali rimossi.
La stessa filosofia, che mira a ridurre i materiali e a raggiungere la massima efficienza dei processi, è stata usata durante la costruzione. Inoltre ingegneria e tecnologia sono state sviluppate per garantire un'elevata efficienza energetica dei sistemi idraulici e nell'arena saranno utilizzati materiali sostenibili, come pavimenti di porcellana verde e gomma naturale.
L'acqua piovana, per esempio, è conservata per un uso successivo nei bagni e per l'irrigazione del prato. La luce del sole, abbondante in questa parte del paese, genera energia pulita e rinnovabile. Infine, alcune pareti vegetali contribuiscono alla riduzione dei costi energetici e, soprattutto, controllano la temperatura all'interno dello stadio.

## Incontri Internazionali

### Coppa del Mondo FIFA 2014
| Data           | Orario (UTC-4) | Squadra numero 1 | Ris.  | Squadra numero 2 | Fase del torneo | Spettatori |
| -------------- | -------------- | ---------------- | ----- | ---------------- | --------------- | ---------- |
| 14 giugno 2014 | 18:00          | Inghilterra      | 1 - 2 | Italia           | Girone D        | 39 800     |
| 18 giugno 2014 | 18:00          | Camerun          | 0 - 4 | Croazia          | Girone A        | 39 982     |
| 22 giugno 2014 | 18:00          | Stati Uniti      | 2 - 2 | Portogallo       | Girone G        | 40 123     |
| 25 giugno 2014 | 16:00          | Honduras         | 0 - 3 | Svizzera         | Girone E        | 40 322     |